# Танікава Тейдзіро
Танікава Тейдзіро (20 грудня 1932 — 13 травня 2025) — японський плавець.
Призер Олімпійських Ігор 1952 року.